# Monaloniini
Monaloniini (лат.) — триба полужесткокрылых из семейства слепняков (Miridae) подсемейства Bryocorinae. Рассматривалась также в ранге подтрибы трибы Dicyphini.

## Описание
Ярко окрашенные клопы овальным или удлиненным телом длиной обычно от 4,5 до 14 мм. Некоторые виды могут иметь апосематическую окраску, имитируя браконид (Rayieria basifer) или пчел (Platyngomiris apiformis). Глаза обычно расположены вдали от переднеспинки. Воротничок переднеспинки слабо обособлен. Отверстия запаховых желез нечёткие, лишены испарительных телец.

## Экология
По характеру питания — фитофаги. Некоторые виды (Helopeltis cinchonae) являются вредителями какао, чайного дерева, кешью и других возделываемых культур.

## Классификация
В мировой фауне около 40 родов, в том числе:
- Afropeltis Stonedahl, 1991
- Arthriticus Bergroth, 1923
- Boxiopsis Lavabre, 1960
- Bryocoropsis Schumacher, 1917
- Chamus Distant, 1904
- Dimia Kerzhner, 1988
- Distantiella China, 1944
- Eucerocoris Westwood, 1837
- Eupachypeltis Poppius, 1915
- Helopeltis Signoret, 1858
- Lycidocoris Reuter and Poppius, 1911
- Mansoniella Poppius, 1915
- Miomonalonion Sailer and Carvalho, 1957
- Monalonion Herrich-Schäffer, 1850
- Odoniella Haglund, 1859
- Pachypeltis Signoret, 1858
- Pachypeltopsis Poppius, 1912
- Parapachypeltis Hu and Zheng, 2001
- Pararculanus Poppius, 1912
- Physophoroptera Poppius, 1910
- Physophoropterella Poppius, 1914
- Platyngomiris Kirkaldy, 1902
- Pseudodoniella China and Carvalho, 1951
- Poppiusia China, 1943
- Ragwelellus Odhiambo, 1962
- Rayieria Odhiambo, 1962
- Rhopaliceschatus Reuter, 1903
- Sahlbergella Haglund, 1895
- Schuhirandella Namyatova and Cassis, 2013
- Villiersicoris Delattre, 1950
- Volkeliopsis Poppius, 1915
- Volkelius Distant, 1904
- Yangambia Schouteden, 1942

## Распространение
Встречаются в тропической зоне всех зоогеографических областей, ареалы отдельных видов иногда заходят заходят в умеренную зону.